# Eclissi solare del 10 maggio 2013
L'eclissi solare del 10 maggio 2013 è stato un evento astronomico che ha avuto luogo nel suddetto giorno dalle ore 21:25 UTC alle 3:25 UTC di quello successivo.
È stato visibile da tutta l'Oceania e da gran parte dell'Oceano Pacifico.
L'eclissi maggiore è stato visibile alle coordinate 2.2N 175.5E, al largo di Tarawa Sud, capitale di Kiribati, alle ore 0:26 UTC.

## Simulazione zona d'ombra

Ombra generata dall'eclissi.